# Orthostigma kathmanduense
Orthostigma kathmanduense är en stekelart som beskrevs av Fischer 1995. Orthostigma kathmanduense ingår i släktet Orthostigma och familjen bracksteklar. Inga underarter finns listade i Catalogue of Life.